# (32344) 2000 QV94
2000 QV94 (asteroide 32344) é um asteroide da cintura principal. Possui uma excentricidade de 0.05387390 e uma inclinação de 9.43162º.
Este asteroide foi descoberto no dia 26 de agosto de 2000 por LINEAR em Socorro.